# Jubileum Volume I
Jubileum I è la prima compilation della band Heavy metal Bathory. Seguiranno, Jubileum II (1993) e Jubileum III (1998).

## Tracce
1. Rider at the Gate of Dawn – 1:19
2. Crawl to Your Cross – 4:38
3. Sacrifice – 4:14
4. Dies Irae – 5:13
5. Through Blood by Thunder – 6:03
6. You Don't Move Me (I Don't Give a Fuck) – 3:30
7. Oden Ride over Nordland – 3:00
8. A Fine Day to Die – 8:53
9. War – 2:15
10. Enter the Eternal Fire – 6:56
11. Song to Hall up High – 2:43
12. Sadist – 2:58
13. Under the Runes – 5:57
14. Equimanthorn – 3:44
15. Blood Fire Death – 10:28